# Кларк, Остин Хобарт
Остин Хобарт Кларк (англ. Austin Hobart Clark; 1880—1954) — американский зоолог.
Его исследования охватывали такие области науки, как океанография, морская биология, орнитология и энтомология.

## Биография
Остин Хобарт Кларк окончил в 1903 году Гарвардский университет со степенью бакалавра. Он женился 6 марта 1906 года и у него было 5 детей. Когда в декабре 1931 года скончалась его жена Мэри, он женился во второй раз в 1933 году.
В 1901 году Кларк организовывал научную экспедицию на остров Маргариты в Венесуэле. С 1903 по 1905 годы он был руководителем исследований на Антильских островах. В 1908 году он поступил на службу в Национальный музей естественной истории в Вашингтоне, где проработал до выхода на пенсию в 1950 году.
Кларк был автором более чем 600 публикаций, написанных на английском, французском, итальянском, немецком и русском языках. К его самым известным сочинениям относятся «Animals of страну and Sea» (1925), «Nature Narratives» (2 тома, 1929 и 1931), «The New Evolution» (1930), «Animals Alive» (1948) и «The Butterflies of Virginia» (1951).
Кларк был приверженцем эволюционной теории.
Остином Хобартом Кларком были впервые по-научному описаны несколько таксонов животных, в том числе Ara guadeloupensis (1905), мартиникский амазон (1905), Ara atwoodi (1908), разноцветный плоскохвостый попугай (1910), род ракообразных Laomenes (1919) и морская звезда Copidaster lymani (1948).